# Synagelides lehtineni
Synagelides lehtineni är en spindelart som beskrevs av Logunov, Hereward 2006. Synagelides lehtineni ingår i släktet Synagelides och familjen hoppspindlar. Inga underarter finns listade i Catalogue of Life.